# 桃園市立中壢國民中學
桃園市立中壢國民中學（英文：Chung-Li Junior High School），簡稱中壢國中，位於桃園市平鎮區。

## 校史沿革

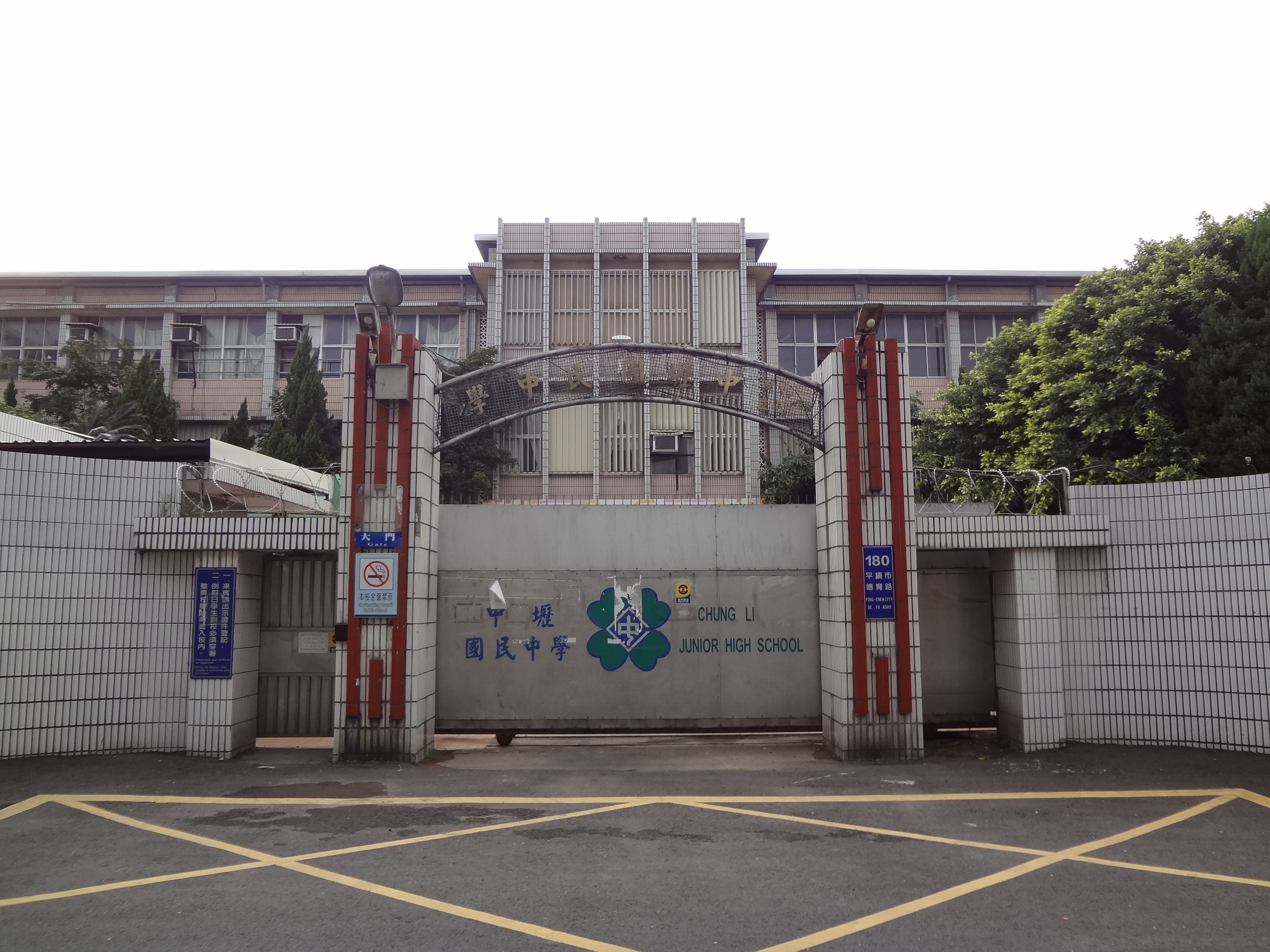
中壢國中於德育路上的側門

- 1934年，「新竹州中壢農村國民學校」成立。
- 1941年，昭和17年改稱「新竹州中壢實修農業學校」。

資料來源:國立台灣歷史博物館電子檔 （页面存档备份，存于）
- 1945年，日本投降，中華民國政府接管臺灣，由舊新竹州接管委員會接收，並更名為「新竹縣立中壢初級農業職業學校」。
- 1950年，行政區重劃，更名為「桃園縣立中壢初級農業職業學校」。
- 1951年，改制為「桃園縣立中壢高級農業職業學校」。
- 1968年，配合政府推行九年國民教育，改制為「桃園縣立中壢國民中學」。
- 1973年9月，增設中級補校，招收四班。
- 2014年12月25日，桃園縣升格改制為直轄市，改制為「桃園市立中壢國民中學」。

## 歷任校長
| 任期 | 姓名       | 任職日期   | 離職日期  | 備註                                                       |
| ---- | ---------- | ---------- | --------- | ---------------------------------------------------------- |
| 1    | 李水文先生 | 1945年11月 | 1952年4月 |                                                            |
| 2    | 賈守勗先生 | 1953年8月  | 1954年7月 |                                                            |
| 3    | 姬寶霖先生 | 1954年8月  | 1958年2月 | 原桃園縣立大園國民中學校長轉任，任滿退休。                 |
| 4    | 余榮宗先生 | 1958年8月  | 1961年7月 |                                                            |
| 5    | 蔡景洲先生 | 1961年8月  | 1975年7月 | 調任桃園縣立新坡國民中學。                                 |
| 6    | 張勝煌先生 | 1975年8月  | 1978年7月 | 原桃園縣立富岡國民中學校長轉任，任滿退休。                 |
| 7    | 鄭石銹先生 | 1978年8月  | 1986年7月 | 原桃園縣立平鎮國民中學校長轉任，調任桃園縣立楊梅國民中學。 |
| 8    | 江德茂先生 | 1986年8月  | 1996年7月 | 原桃園縣立富岡國民中學校長轉任，屆齡退休。                 |
| 9    | 楊瑞通先生 | 1996年8月  | 2001年7月 | 原桃園縣立內壢國民中學校長轉任，屆齡退休。                 |
| 10   | 賴銹慧女士 | 2001年8月  | 2009年7月 | 原桃園縣立瑞原國民中學校長轉任，調任桃園縣立大崙國民中學。 |
| 11   | 羅新炎先生 | 2009年8月  | 2017年7月 | 原桃園縣立仁和國民中學校長轉任，調任桃園市立平鎮國民中學。 |
| 12   | 陳國維先生 | 2017年8月  | 2020年7月 | 原桃園市立平鎮國民中學校長轉任，任內退休。                 |
| 13   | 江樹嶸先生 | 2020年8月  | 2024年7月 | 原桃園市立楊梅國民中學校長轉任，任滿退休。                 |
| 14   | 羅麗萍女士 | 2024年8月  | 現任      | 原桃園市立桃園國民中學教務主任升任。                       |

## 學區
- 平鎮區：北安里、新勢里（第3－11、13－15鄰）、北勢里（第1－5鄰）[1]。
- 中壢區：中壢里、中榮里、中建里，石頭里、中央里、林森里（第1－3、7、9、11－23鄰）、林森里（第10鄰）【為中壢國中、龍興國中共同學區】、東興里（第4－21鄰）、普義里、德義里（第16－19鄰）、新興里。